# Comunità ebraica di Sorano
La comunità ebraica di Sorano, oggi scomparsa, fu particolarmente fiorente tra il XVI e il XIX secolo. 
Gli ebrei giunsero a Sorano, così come nella vicina Pitigliano, nella seconda metà del XVI secolo in seguito ai decreti di espulsione che nel 1569 e nel 1593 interessarono le comunità ebraiche del confinante Stato Pontificio.
Il ghetto sembra sia stato istituito dai Medici nel 1619 dopo che era stato effettuato lo scambio dei territori della Contea di Pitigliano e Sorano con quelli della contea di Monte San Savino tra la famiglia Orsini e i Medici.
Sorano conserva ancora tracce evidenti del ghetto ebraico negli antichi edifici lungo l'omonima via, dove era attestata anche la presenza della sinagoga e del "forno delle azzime". Altri segni che ricordano la presenza della comunità ebraica a Sorano sono visibili sui battenti delle porte d'ingresso dell'edificio che ospita l'hotel Locanda Aldobrandeschi, a fianco del quale esiste ancora un'antica struttura che veniva utilizzata per lo stoccaggio del grano dato a garanzia nel cosiddetto "prestito a grano". All'ingresso del ghetto si vedono invece i segni dei cardini su cui ruotava il portone che chiudeva il ghetto stesso all'imbrunire per poi essere riaperto la mattina successiva.
Un'altra sinagoga, trasformata oggi dall'amministrazione comunale in locale per mostre ed esposizioni, sarebbe stata identificata lungo via Selvi e risalirebbe al periodo precedente all'istituzione del ghetto. 
La comunità ebraica abbandonò Sorano ai primi del Novecento. Dopo l'ultima guerra mondiale il ghetto di Sorano si avviò verso una fase di degrado senza precedenti, che raggiunse il culmine con il suo totale abbandono verso i primi anni novanta. Fu in quel periodo che, grazie a un'azione mirata dell'amministrazione comunale dell'epoca, fu avviata un'inversione di tendenza che comportò anche il coinvolgimento di operatori economici privati, i quali effettuarono un'attenta opera di restauro e di riqualificazione di tutti i fabbricati del ghetto, riportandolo alle sue antiche vestigia. 